# Juan Tomás de Rocabertí
Juan Tomás de Rocabertí O.P. (Peralada, 4 de março de 1627 - Madrid, 13 de junho de 1699 ) foi um religioso dominicano católico espanhol, teólogo e canonista que desempenhou diversos cargos eclesiásticos e públicos de importância. Arcebispo de Valência, procurou dar estrito cumprimento aos decretos do Concílio de Trento. Era oriundo de uma família nobre de Perelada, na Catalunha.
Educado em Gerona entrou para o convento dominicano local, tendo recebido o hábito em 1640. O seu bom desempenho nos estudos teológicos no Convento de Valência assegurou-lhe a regência da cadeira de teologia na Universidade de Valência.
Em 1666 foi escolhido para Prior Provincial de Aragão e, em 1670, o Capítulo Geral elegeu-o como Mestre-geral. Durante o seu mandato (1670-1676), obteve a canonização dos santos Luis Bertrand e Rosa de Lima, a solene beatificação de Pio V, e a celebração anual da festa de Santo Alberto Magno.
Em 1676 foi indicado por Carlos II como primeiro arcebispo de Valência e depois governador daquela província. Em 1695 foi nomeado Inquisidor-geral de Espanha.
Rocabertí ficou famoso pela defesa intransigente do papado contra os galicanos e protestantes. O seu primeiro trabalho de fundo foi "De Romani pontificis in temporalibus auctoritate" (3 vols., Valencia, 1691-94). O seu trabalho mais importante foi "Bibliotheca Maxima Pontificia" (21 vols., Roma, 1697-00). Neste trabalho monumental, o autor recolheu e publicou, por ordem alfabética e integralmente, todos os trabalhos relevantes relacionados com a primazia da Santa Sé, de um ponto de vista ortodoxo, começando por Abraham Bzovius e terminando com Zacharias Boverius.

## Obras

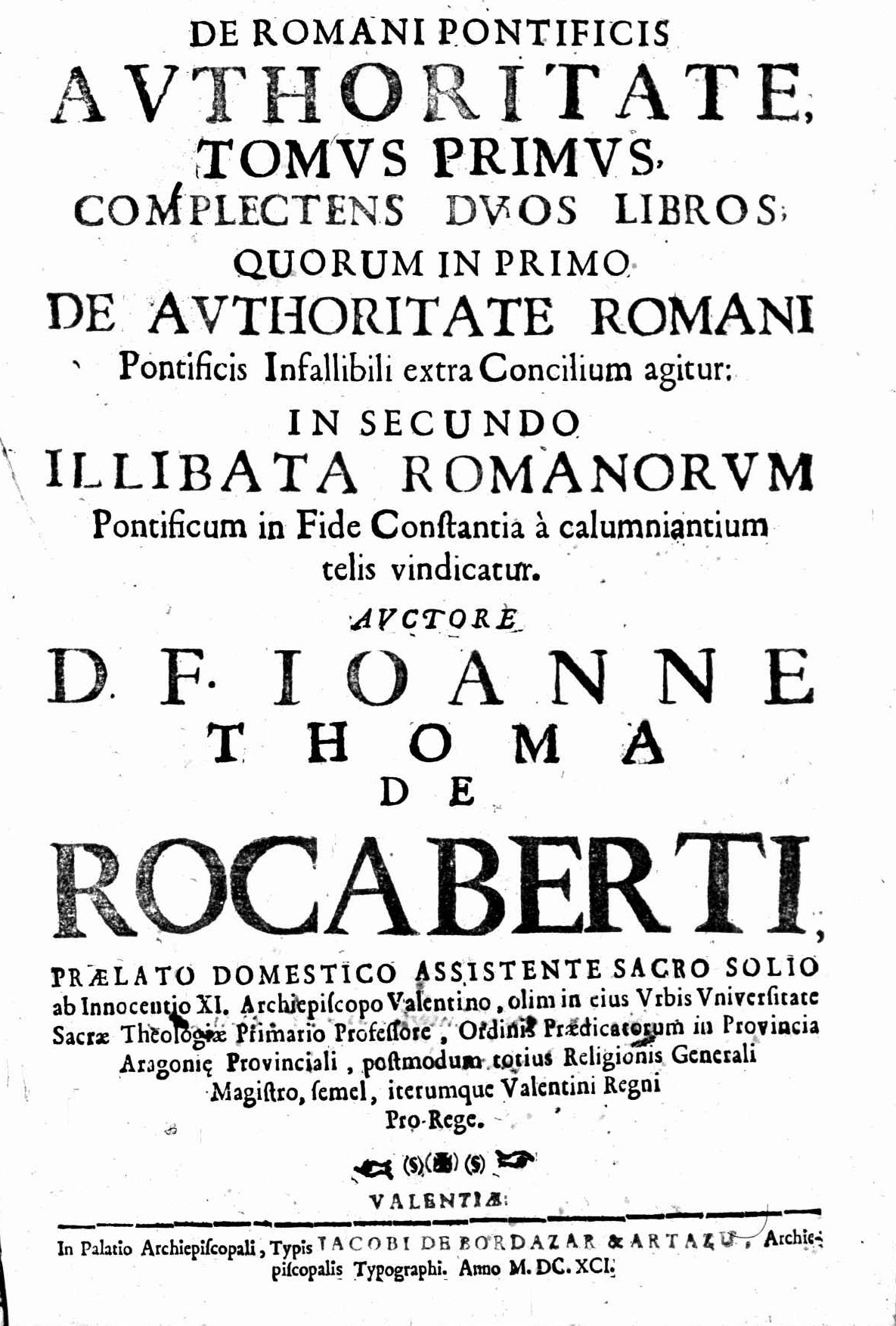
De Romani pontificis authoritate, 1691

Apologeta do papado, em oposição ao galicanismo e ao protestantismo, deixou escritas obras de temática teológica:
- De Romani pontificis in temporalibus auctoritate (Valência, 1692-1694, 3 vols.)
  - De Romani pontificis authoritate (em latim). 1. Valencia: Jaime de Bordazar. 1691
  - De Romani pontificis authoritate (em latim). 2. Valencia: Jaime de Bordazar. 1694
  - De Romani pontificis authoritate (em latim). 3. Valencia: Jaime de Bordazar. 1693
- Bibliotheca Máxima Pontificia (Roma, 1697-1699, 21 vols).

## Ligação externa
- Fr. Juan Tomás de Rocaberti, O. P. (1667-1699)- Arquidiocese de Valência

- Herbermann, Charles, ed. (1913). «Juan Tomás de Rocaberti». Enciclopédia Católica (em inglês). Nova Iorque: Robert Appleton Company

Este artigo incorpora texto da  Catholic Encyclopedia, publicação de 1913 em domínio público. 